# Francis Jeffers
Francis Jeffers (ur. 25 stycznia 1981 w Liverpoolu) – angielski piłkarz, występujący na pozycji napastnika, w Newcastle United Jets.
Karierę zaczynał w Evertonie. W ciągu trzech lat gry zaliczył 49 występów i strzelił 18 goli. Utalentowanym młodzianem zainteresował się Arsenal, który w 2001 roku wykupił go z Evertonu. Anglik nie spełniał jednak pokładanych w nim nadziei i na zasadzie wypożyczenia powrócił do The Toffees. W 2004 roku podpisał kontrakt z Charltonem. Wkrótce został wypożyczony do Rangers. W 2006 roku podpisał kontrakt z Blackburn Rovers. W 2007 roku przebywał na wypożyczeniu w Ipswich Town. Jeszcze w tym samym roku został kupiony przez Sheffield Wednesday. Suma transferu wyniosła 700.000 funtów.
Zaliczył 16 występów w reprezentacji Anglii U-21, w których strzelił 13 bramek. Wraz z Alanem Shearer'em jest najlepszym strzelcem tej reprezentacji. W dorosłej kadrze zadebiutował w 2003 roku w meczu z Australią, w którym to strzelił też gola.